# Rispetto (singolo Lisa)
Rispetto è un singolo della cantante Lisa, pubblicato il 14 settembre 2016 come secondo ed ultimo singolo estratto dall'album Rispetto 6.1.

## Tracce
Download digitale
1. Rispetto – 4:25